# Shahid Alam

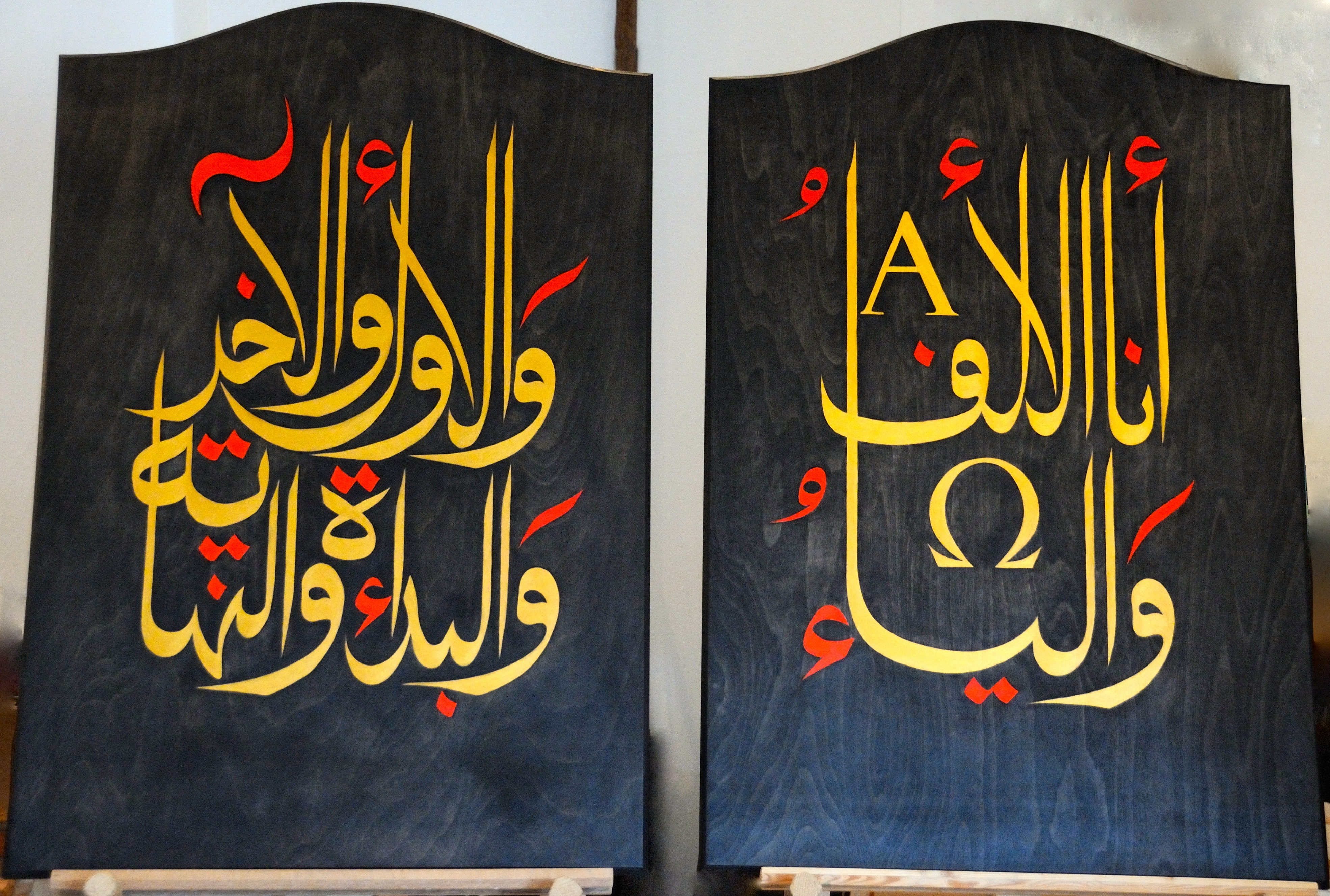
Zitat von Jesus aus dem Johannes-Evangelium von Shahid Alam in St. Adalbert (Aachen, 2009)

Shahid Alam (* 15. April 1952 in Lahore, Pakistan) ist ein deutscher Kalligraf und bildender Künstler.

## Leben
Shahid Alam wuchs in Lahore/Pakistan auf. Infolge der damaligen bürgerkriegsähnlichen Unruhen und der viele gesellschaftliche Bereiche lähmenden Rezession emigrierte Alam 1973 nach Deutschland. Von 1976 bis 1983 studierte er Pädagogik, Kunst, Politikwissenschaft und Europawissenschaften an der Technischen Universität Dortmund und der RWTH Aachen. 1998 graduierte Shahid Alam an der RWTH Aachen. Seit 1996 ist Alam freischaffender Künstler im Bereich der Bildhauerei, Malerei und Kalligrafie; seit dem Jahr 2006 wird er jährlich mehrmals zu Einzelausstellungen, Workshop-Leitungen und Vorträgen in ganz Deutschland eingeladen.
Shahid Alam lebt und arbeitet in Stolberg bei Aachen.

## Werk
Bereits während seiner Kindheit in Pakistan hat sich Shahid Alam für die Spiritualität, Komposition und Technik der traditionellen islamischen Kalligrafie interessiert. Während seines Studiums lernte er dann in Deutschland westliche kalligrafische Konzepte kennen. So begann er in den 1990er-Jahren autodidaktisch damit, arabische und europäische Kalligrafien zu amalgamieren und entwickelte daraus seinen persönlichen Stil.
Mehrschichtmassivholzplatten werden von ihm zunächst mit Lasuren von Ölmalfarben grundiert, wobei die Maserung des (Birken-)Holzes sichtbar bleibt. Weitere Trägermedien sind Leinwände und Papier. Auf diesen Malgründen bringt Alam unterschiedlich deckende, verschiedenfarbige Tuschen und Tuschelasuren auf, teils mit Goldbronze gemischt.
Parallel zu den zweidimensional-flächigen Arbeiten begann Shahid Alam, Möglichkeiten einer dreidimensionalen Darstellung von Kalligrafien und deren inhaltlicher Botschaften auszuloten. Resultierend aus diesen Recherchen und Studien erschafft er seit 2015 mittelformatige Skulpturen teils aus Holz teils aus Bronze, deren Form überwiegend aus fließenden, konvexen und konkaven Kurven besteht.
Bei den von Shahid Alam kalligrafierten Texten handelt es sich sowohl um Passagen der konstitutiven Schriften der drei monotheistischen Weltreligionen – Bibel, Koran und Tora – als auch um Dichtungen bedeutender Dichter und Mystiker wie Goethe, Rilke, Friedrich Hölderlin, Rūmī, Ibn Arabi oder Mansur Hallaj. Im Sinne eines interkulturellen Dialogs übersetzt Alam dabei die arabischen Dichtungen ins Deutsche und die deutschsprachigen Dichtungen ins Arabische.

„Meine Kunst stelle ich heute in der Freiheit der europäischen Öffentlichkeit in den Dienst des interkulturellen und interreligiösen Dialogs, der von der Ästhetik und Schönheit der arabischen Schriftkultur getragen wird und von dort aus neue Wege der Vermittlung und des gegenseitigen Verständnisses eröffnet.“

Seit 2007 lässt Shahid Alam auch das Publikum am Entstehungsprozess seiner Kalligrafien teilhaben, indem er im Rahmen von Ausstellungsbegleitveranstaltungen, Workshops und Vorträgen Kalligrafie-Performances durchführt. Dabei ist es ihm wichtig, die wechselseitige, synästhetische Inspiration von  Bildender Kunst und Musik erlebbar zu machen, die immer wieder auch Gegenstand seiner Kalligrafien ist. Dementsprechend arbeitet er bei den Performances oft mit seinen beiden Söhnen, dem Pianisten, Violinisten, Komponisten und Autor Jan-Philipp Alam sowie dem Violinisten und Musikpädagogen Anwar Manuel Alam (beide * 1975) zusammen, die beide gemeinsam das Musikduo „Twinterpretation“ bilden.
Die Kunstkritik gibt zu bedenken, dass die Kalligrafie Alams „... nicht jedermanns Geschmack sein [mag] ... In unseren Breiten tut man sich mit den dekorativen, fast lieblichen Schwüngen der arabischen Schriftzeichen in Kombination mit meist kraftvollen Farben und recht abstrakten Motiven eben ein bisschen schwer“, spricht aber auch sehr anerkennend von „... seiner kunstvollen und konzentrierten Arbeitsweise“, die es ihm ermögliche, „... mit sorgsam und schwungvoll gesetzten Linien und Punkten Buchstaben und Wörter förmlich zum Leben“ zu erwecken. Alams Arbeiten entstünden „mit enormer Sorgfalt“ und ermöglichten „... eine Auseinandersetzung mit Gemeinsamkeiten und Unterschieden in den Heiligen Schriften von Judentum, Christentum und Islam“.

## Werkauswahl

### Kunst im öffentlichen Raum (Auswahl)
- In Gottes Namen (2019), Skulpturenpark Halle/Westfalen, Deutschland
- Andachtsmauer (2020), 99 Gottesnamen auf Keramikfliesen, 400 cm × 270 cm, Gemeinsamer Friedhof der Juden, Christen und Muslime, Alzey, Deutschland

## Einzelausstellungen (Auswahl)
- 2019: Du und Ich – Die Kinder Abrahams im Dialog, Genezarethkirche, Berlin
- 2018: Das Geheimnis buchstabieren, St. Stephan und St. Ignaz, Mainz
- 2017: Einander Sehen, St.-Thomas-Kirche, Berlin
- 2016: Zuflucht und Hoffnung – Brückenschläge zum Dialog der Religionen, Forum am Dom, Osnabrück
- 2015: Kunstbrücken, Hauptkirche St. Katharinen, Hamburg
- 2021: Gott ist schön, ehem. Karmeliterkirche, München

## Veröffentlichungen (Kalligrafien/Illustrationen)
- God the All-Imaginer: Wisdom of Sufi Master Ibn Arabi in 99 Modern Sonnets with new translations of his Three Mystic Odes (hrsg. von Martin Bidney), Vestal/USA 2016.
- Der Koran (ins Deutsche übersetzt und hrsg. von Hartmut Bobzin), München 2019.
- Musik für die Augen: Schrift als Wahrnehmungsraum. Jüdische, christliche und muslimische Perspektiven (hrsg. von Andreas Goetze), Berlin 2019.
- Goethe und der Koran: Texte von Johann Wolfgang von Goethe (hrsg. von Karl-Josef Kuschel), Mannheim 2021.